# Deportivo Masaya FC
El Deportivo Masaya es un equipo de fútbol del Departamento de Masaya, Nicaragua que juega en la Segunda División de Nicaragua, por el ascenso a la máxima categoría de fútbol en el país.

## Historia
En 1978 nació un equipo de fútbol en el Departamento de Masaya, Nicaragua. Gracias al esfuerzo de Don Arnoldo Chávez y su esposa Matty Chávez este equipo comenzó a ganar adeptos entre quienes confiaron en el equipo en sus primeros torneos. Al cabo de 5 años el equipo Deportivo Masaya logró convertirse en el PRIMER CAMPEÓN DE COPA DE NICARAGUA en el año 1983 tras dejar en el camino a equipos  como la Universidad Centroamericana y Diriangén. 
Los años ochenta simbolizan la época de oro para nuestro equipo, pues en 1984 llegó el primer CAMPEONATO DE LIGA que Deportivo Masaya ha logrado. Fue toda una fiesta, pues un vistoso y alegre equipo de la Ciudad de las Flores pudo obtener el primer campeonato de liga.  Dos años más tarde, en 1986 el club pudo alcanzar su segundo CAMPEONATO DE LIGA  para escribir con letras de oro la historia.
Los nombres de algunos jugadores como: Carlos Téllez, Marlon “Pelé” González, Julio Flores, Gustavo Montenegro, Samuel Páramo, Orlando Cuadra, Javier Martínez, Danilo Orozco, Andrés Gauna están escritos con letra de oro en nuestra historia.
Hoy enfrenta el reto de ascender a la Primera División, al lugar que le pertenece para reverdecer sus laureles y brindar más alegrías a la 'Ciudad de las Flores'. Con un equipo plagado de jóvenes nacidos en Masaya enfrentan el reto de ganar el Campeonato de la Segunda División Nacional de Nicaragua.
Su historia no ha sido sencilla; sin embargo, el orgullo por los colores verde y blanco ha perdurado a través de los años. El club desea seguir aportando a la comunidad a través del deporte, buscar que los jóvenes encuentren en el fútbol un camino sano. El club confía en los jóvenes como su afición confía plenamente en la escuadra. Se espera que pronto se tenga fútbol de Primera División en el Complejo Deportivo Arnoldo y Matty Chávez con "El Equipo del Pueblo"         

## Competiciones
Durante la temporada 2020-2021 estará sorteando diferentes compromisos de carácter nacional. Actualmente espera el calendario oficial de la Segunda División Nacional para iniciar su camino en la 'Liga Primera'

## Palmarés
- Primera División de Nicaragua: 2

1984, 1986
- Copa de Nicaragua: 1

1983